# Commandant en chef de la marine russe
Le commandant en chef de la marine russe est l'autorité de commandement en chef de la marine de la fédération de Russie. Le poste est créé en 1696 peu avant la formation du conseil de l'Amirauté (en). Nommé par décret du président de la Russie, l'actuel commandant en chef de la marine russe est l'amiral Aleksandr Moïsseïev

## Liste des commandants
Ci-dessous la liste des chefs des départements navals (marine) du royaume de Russie, de l'Empire russe, de la république russe, de l'État russe, de la RSFSR, de l'URSS et de la fédération de Russie — les chefs des départements navals des forces armées russes.
Le poste militaire a été appelé différemment selon les années, ainsi que le plus haut organe de l'administration militaire, responsable de la défense de l'État en mer. Les grades militaires des chefs de départements militaires sont présentés au moment de leur fin de mandat correspondant.

### Commandants de la flotte avant la création duconseil de l'Amirauté(en)(1696-1717)
- François Le Fort, amiral général (1695-1699)
- Fiodor Golovine, amiral général (1699-1707)
- Fiodor Apraxine, amiral général (1707-1717)

### Présidents du conseil de l'Amirauté (1717-1802)
- Fiodor Apraxine (15 décembre 1717 - 10 novembre 1728)
- Peter von Sivers (en) (1728-1732)
- Nikolaï Golovine (ru) (25 mars 1733 - 15 juillet 1745)
- Prince Mikhaïl Belosselsky (ru) (1745-1749) en tant qu'orateur sur les affaires maritimes sous l'impératrice.
- Mikhaïl Golitsyne (7 avril 1750 - 10 avril 1762)
- Grand-duc Paul Ier (2 décembre 1762 - 6 novembre 1796)
- Ivan Tchernychev (1796-1797)
- Ivan Golenitchev-Koutouzov (ru) (23 octobre 1798 - 12 avril 1802)

### Ministres des forces navales, à partir du 17 décembre 1815 -Ministres de la marine(1802-1917)
- Nikolaï Mordvinov (8 septembre - 28 décembre 1802)
- Pavel Tchitchagov (31 décembre 1802 - 28 novembre 1811)
- Jean-Baptiste Prevost de Sansac de Traversay (28 novembre 1811 - 24 mars 1828)
- Anton Moller (24 mars 1828 - 5 février 1836)
- Alexandre Menchikov (5 février 1836 - 23 février 1855)
- Ferdinand von Wrangel (18 mai 1855 - 27 juillet 1857)
- Nikolaï Metline (ru) (27 juillet 1857 - 18 septembre 1860)
- Nikolaï Krabbe (19 septembre 1860 - 3 janvier 1876)
- Stepan Lessovski (12 janvier 1876 - 23 juin 1880)
- Alexeï Pechtchourov (23 juin 1880 - 11 janvier 1882)
- Ivan Chestakov (11 janvier 1882 - 21 novembre 1888)
- Nikolaï Tchikhatchev (28 novembre 1888 - 13 juillet 1896)
- Pavel Tyrtov (13 juillet 1896 - 4 mars 1903)
- Theodor Avellan (10 mars 1903 - 29 juin 1905)
- Alexeï Birilev (29 juin 1905 - 11 janvier 1907)
- Ivan Dikov (11 janvier 1907 - 8 janvier 1909)
- Stepan Voïevodski (8 janvier 1909 - 18 mars 1911)
- Ivan Grigorovitch (19 mars 1911 - 28 février 1917)

### Ministres militaires et navals du gouvernement provisoire
- Alexandre Goutchkov (2 mars - 30 avril 1917)
- Alexandre Kerenski (5 mai - 30 août 1917)
- Dmitry Verderevsky (en) (30 août - 25 octobre 1917)

### Ministres militaires et navals du gouvernement provisoire panrusse
- Alexandre Koltchak (5 - 20 novembre 1918)

### Ministres de la marine du gouvernement russe (1919)
- Mikhaïl Smirnov (en) (20 novembre 1918 - 4 janvier 1920)

### Commandants, chefs des forces navales de la RSFSR et de l'URSS
- Pavel Dybenko (26 octobre 1917 - 15 mars 1918) – Commissaire du peuple aux affaires maritimes
- Modest Ivanov (ru) (7 novembre 1917 - 25 janvier 1918) ;
- Vassili Altfater (12 avril 1918 - 22 janvier 1919) – Commandant des forces navales de la république ;
- Evgueni Behrens (24 avril 1919 - 5 février 1920) ;
- Alexandre Nemitz (5 février 1920 - 22 novembre 1921) – Commandant des forces navales de la république ;
- Edouard Pantserzhansky (en) (22 novembre 1921 - 9 décembre 1924) – Commandant des forces navales de la république, forces navales de l'URSS ;
- Viatcheslav Zof (en) (9 décembre 1924 - 23 août 1926) – Chef des forces navales de l'URSS (« Namorsi ») ;
- Romuald Mouklevitch (en) (23 août 1926 - 11 juin 1931) – Chef des forces navales de l'URSS ;
- Vladimir Orlov (en) (11 juin 1931 - 15 août 1937) – Chef des forces navales de l'Armée rouge, vaisseau amiral de la flotte de 1er rang ;
- Mikhaïl Viktorov (en) (15 août - 30 décembre 1937) – Chef des forces navales de l'Armée rouge, vaisseau amiral de la flotte du 1er rang ;

### Commissaires du peuple de la marine de l'URSS
- Commissaire de l'armée de 1er rang Piotr Smirnov (en) (30 décembre 1937 - 30 juin 1938)
- Navire amiral de la flotte du 2e rang Piotr Smirnov-Svetlovsky (ru) (30 juin 1938 - 8 septembre 1938)
- Commandant de 1er rang Mikhaïl Frinovski (8 septembre 1938 - 20 mars 1939)
- Amiral de la flotte Nikolaï Kouznetsov (28 avril 1939 - 25 février 1946)

### Commandants en chef de la marine / adjoint. Ministre des forces armées de l'URSS
- Amiral de la flotte Nikolaï Kouznetsov (1946 - 1947)
- Amiral Ivan Ioumachev (en) (1947 - 1950)

### Ministres de la marine de l'URSS
- Amiral Ivan Ioumachev (en) (25 février 1950 - 20 juillet 1951)
- Vice-amiral Nikolaï Kouznetsov (20 juillet 1951 - 15 mars 1953)

### Commandants en chef de la marine / adjoint. Ministre de la Défense de l'URSS
- Amiral de la flotte de l'Union soviétique Nikolaï Kouznetsov (1953 - 1955)
- Amiral de la flotte de l'Union soviétique Sergueï Gorchkov (5 janvier 1956 - 29 novembre 1985)
- Amiral de la flotte Vladimir Tchernavine (en) (29 novembre 1985 - 19 août 1992)[1]

### Commandants en chef de la marine de la fédération de Russie
- Amiral de la flotte Feliks Gromov (en) (19 août 1992 - 7 novembre 1997)
- Amiral de la flotte Vladimir Kouroïedov (7 novembre 1997 - 4 septembre 2005)
- Amiral de la flotte Vladimir Massorine (en) (4 septembre 2005 - 12 septembre 2007)
- Amiral Vladimir Vyssotski (en) (12 septembre 2007 - 6 mai 2012)
- Amiral Viktor Tchirkov (en) (6 mai 2012 - 6 avril 2016)
- Amiral Vladimir Korolev (6 avril 2016 - 3 mai 2019)
- Amiral Nikolaï Ievmenov (3 mai 2019 - 10 mars 2024)
- Amiral Aleksandr Moïsseïev (depuis le 10 mars 2024)[2]